# Жапек батыра
Жапек батыра (каз. Жәпек батыр, до 1998 г. — 12 Декабря) — село в Илийском районе Алматинской области Казахстана. Входит в состав Ащибулакского сельского округа. Код КАТО — 196833200.

## Население
В 1999 году население села составляло 4616 человек (2225 мужчин и 2391 женщина). По данным переписи 2009 года, в селе проживало 7238 человек (3571 мужчина и 3667 женщин).

## Административное деление
В состав села Жапек батыр входит 13 дачных массивов: «Береке»; «Первомайский Рай»; «Южный-1»; «Южный»; «Пруды»; «Бодрость»; «Первомайский»; «Металлург»; «Береке»; «Виктория»; «Алмагуль-Д»; «Южное»; «Айдын».